# 柳林玉虚宫
柳林玉虚宫，位于山西省吕梁市柳林县柳林鎮青龙村宝宁山，是中华人民共和国山西省文物保护单位之一。
2004年6月10日，授予山西省文物保护单位，是一座古建筑，占地四万余平方米。该建筑营造年代不详，以明代建筑为主现存明代建筑五处，主体建筑玄天殿，殿内有明代真武塑像一座，殿顶琉璃脊兽，殿前团龙照壁是明代万历所造